# Егошин, Иван Данилович
Ива́н Дани́лович Его́шин (1890, дер. Коряковцы, Яранский уезд, Вятская губерния ― 29 июня 1965, Йошкар-Ола, Марийская АССР) ― марийский советский педагог. Заведующий начальной школой при колхозе «Двигатель революции» Йошкар-Олинского / Медведевского района (дер. Марий Ушем) Марийской АССР (1906—1947). Заслуженный учитель школы РСФСР (1941). Участник Первой мировой войны.

## Биография
Родился в 1890 году в дер. Коряковцы ныне Новоторъяльского района Марий Эл в русской крестьянской семье. Окончил 2-классную учительскую школу.  
Участник Первой мировой войны: пехотинец Русской императорской армии, рядовой.
На протяжении всей жизни занимался педагогической деятельностью: в 1906—1947 годах (с перерывами) заведовал начальной школой при колхозе «Двигатель революции» Йошкар-Олинского / Медведевского района (дер. Марий Ушем) Марийской АССР.
В 1941 году за многолетнюю и добросовестную педагогическую работу ему присвоено почётное звание «Заслуженный учитель школы РСФСР».
Скончался 29 июня 1965 года в г. Йошкар-Оле. 

## Звания
- Заслуженный учитель школы РСФСР (1941)[3]